# Boskovitz Wolf
Boskovitz Wolf (Boskowitz Benjamin Ze'ev Hálévi, Boskowitz, 1740 – Bonyhád, 1818. június 14.) rabbi, a Pesti Izraelita Hitközség első főrabbija.

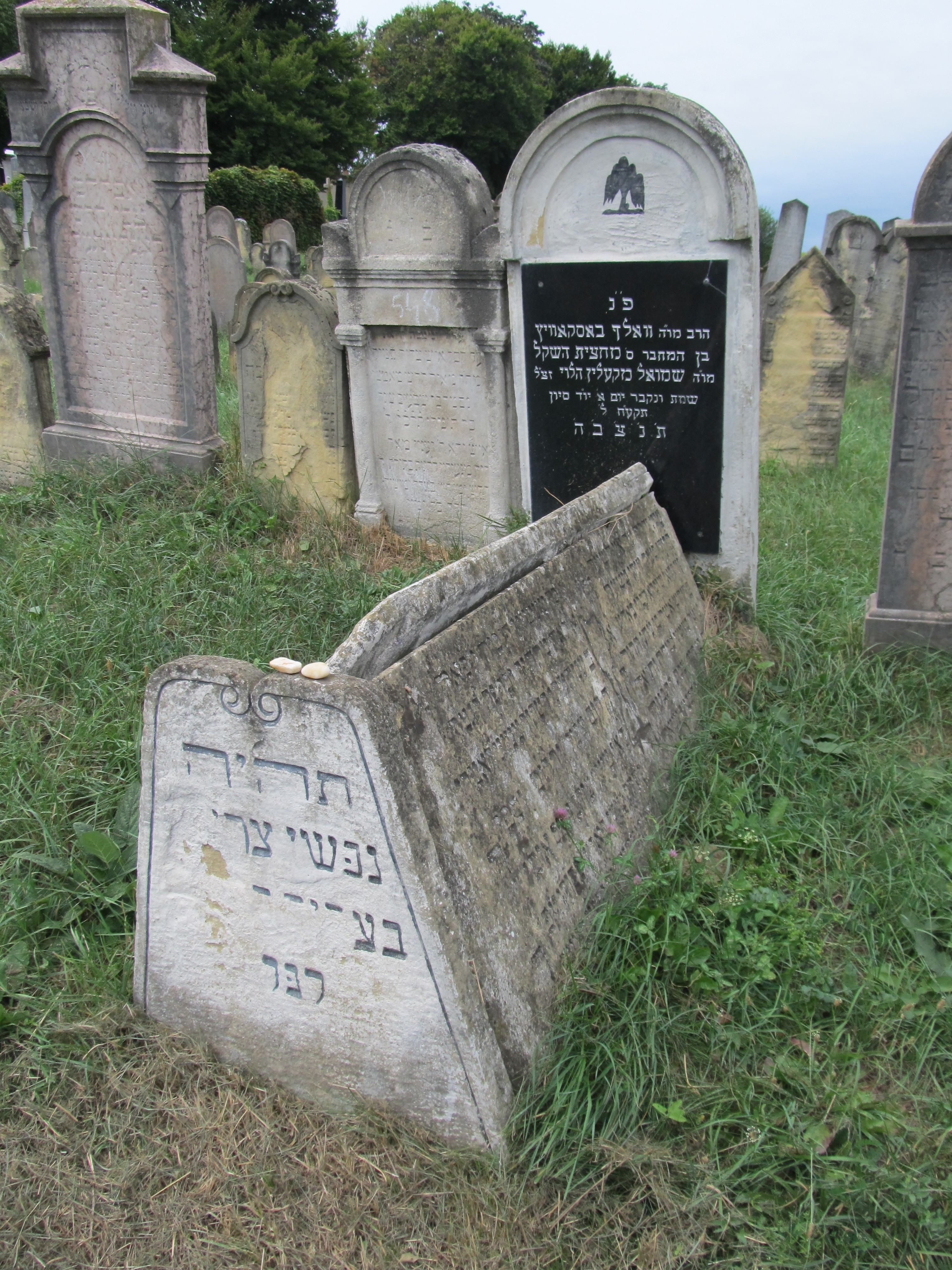
Boskovitz Wolf sírhelye a bonyhádi zsidó temetőben

## Életrajza
Szülőhelye, a csehországi Boskowitz (ma: Boskovice) után vette fel nevét. A település ekkoriban a Habsburg Birodalomhoz, azon belül pedig Morvaországhoz tartozott. Édesapja a híres helyi rabbi, Samuel Kolin, a Mahacit ha-sekel
szerzője, a bohémiai (Prága közeli) Kolínban született.
Házassága révén 1769-ben költözött Óbudára ahol apósa anyagi támogatását élvezve 
Tóra tudósként élt. 1782-ben Aszód rabbija lett, majd 1786-tól 1790-ig a morvaországi Prossnitz (jelenleg Prostějov) rabbijaként működött. Innen tért vissza Óbudára. 
Pest város zsidósága 1787-ben mozgalmat indított, hogy Óbudától különváltan hitközséget alkothasson. Minthogy a két várost híd nem kötötte össze, a vallási kérdések elbírálása, valamint az ünnepnapok megtartása szükségessé tették, hogy egy rabbit állandósítsanak, jóllehet Münz Mózes óbudai főrabbi tekintélye föltétlenül irányadó maradt. A választás Boskovitzra esett, aki ismert talmudista is volt. 1793-tól kezdve működött, mint pesti rabbi, de valamivel több, mint két év múlva a függetlenedés miatt közte és Münz Mózes között dúló viszály lezárásaként 1796-ban megfosztották hivatalától, mire elhagyta az országot. A pesti hitközség ettől függetlenül megtarthatta önállóságát, ami ekkor egy új rabbi, Israel Wahrmann megválasztásával véglegesült is.
Boskovitz Wolf szentelte fel 1795-ben a híres Mádi zsinagógát.
1797-ben Balassagyarmatra ment szolgálni, majd 1802-ben újra Csehországba, apja szülővárosába, Kolínba. 
1809-ben visszajött, mert Bonyhádra meghívták rabbinak. Itt is működött haláláig. Jámborsága miatt nagyon népszerű volt. Halála után a következő műveit adták ki: Széder Misna (kommentár Maimonidész Jad ha-Chazaka-jához); Maámer Eszter (hitszónoklatok). A Talmudhoz írott kommentárjai az 1830. évi bécsi Talmud-kiadásban jelentek meg.